# Trifolium sect. Lotoidea
Trifolium sect. Lotoidea ist eine Sektion in der Gattung Klee (Trifolium) in der Unterfamilie der Schmetterlingsblütler (Faboideae). Mit etwa 99 Arten in der Neuen Welt, in Afrika und Eurasien ist sie die größte Sektion der Gattung Trifolium und die taxonomisch schwierigste. Die Arten sind so heterogen, dass die Sektion in neun Untersektionen und 13 Serien aufgeteilt wurde. Vor allem die Einteilung der amerikanischen Arten ist schwierig. Hauptkennzeichen der Sektion sind: Schirmartiger Blütenstand, gestielte Blüten mit Tragblättern und zwei- bis vielsamige Hülsenfrüchte. Die Sektion gilt als die evolutionär primitivste Sektion der Gattung Trifolium.

## Beschreibung

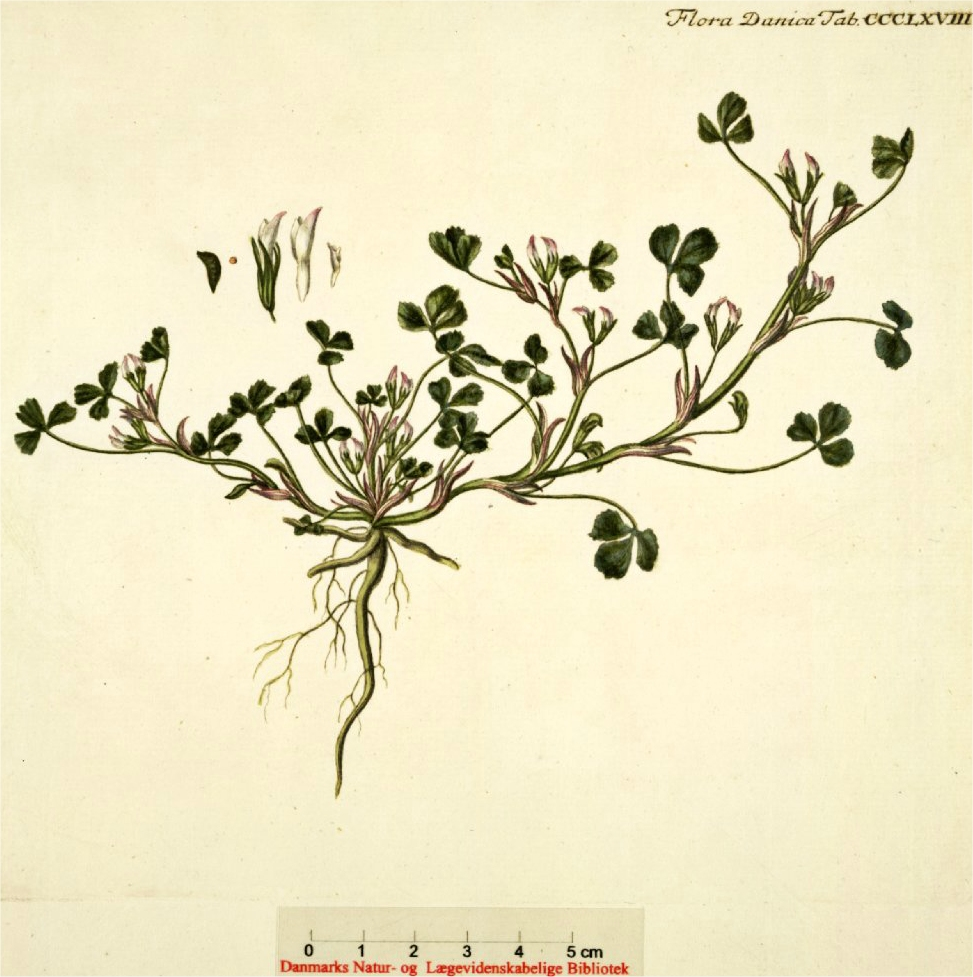
Untersektion Falcatula: Illustration des Vogelfuß-Klees (Trifolium ornithopodioides)

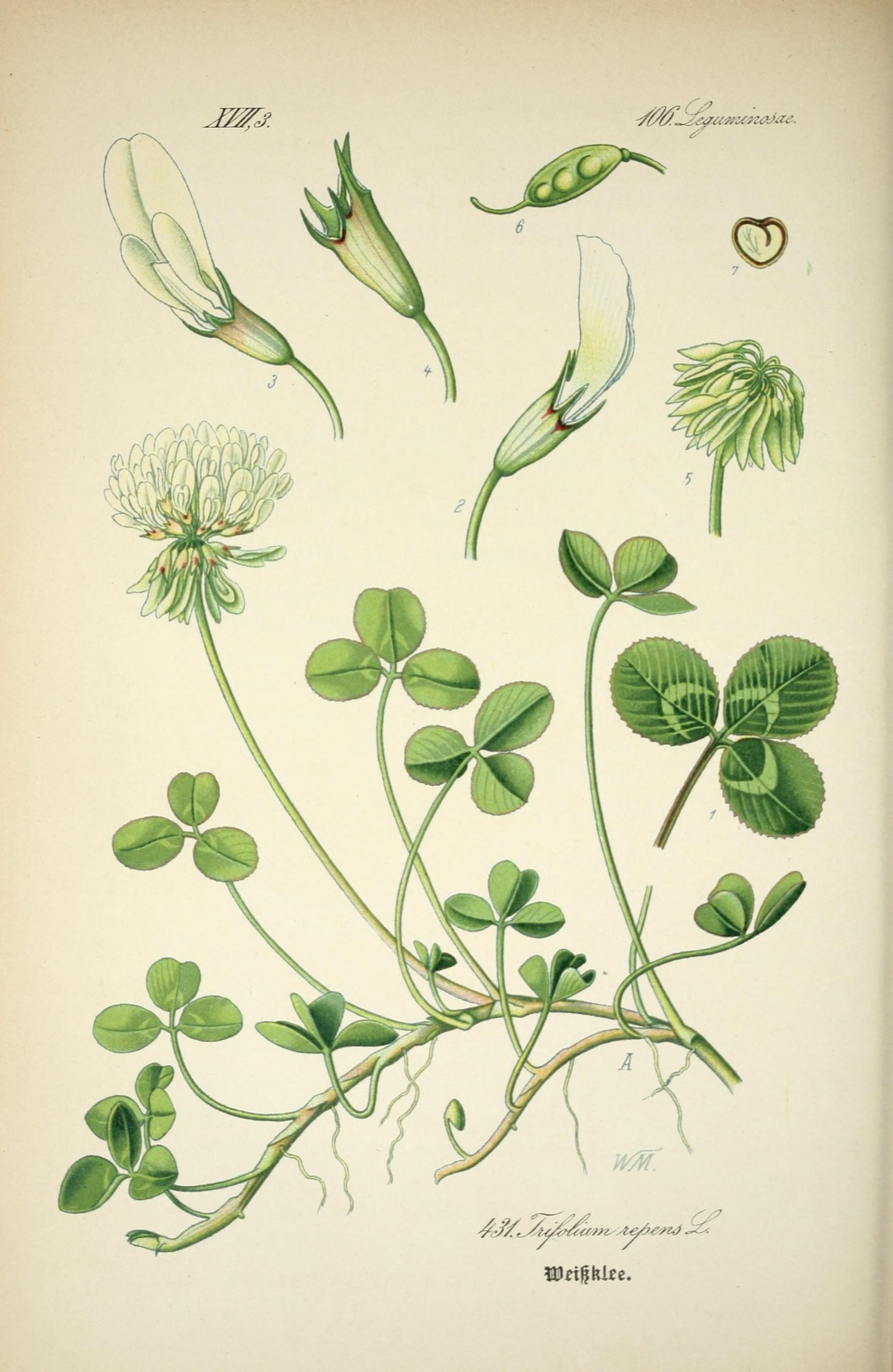
Illustration des Weiß-Klees (Trifolium repens) aus Thomé's Flora von Deutschland, Österreich und der Schweiz, Tafel 431

### Vegetative Merkmale
Arten der Sektion Lotoidea sind einjährige oder ausdauernde krautige Pflanzen. Die Sprossachse ist einfach oder verzweigt. Einige Arten bilden Rhizome aus.

### Generative Merkmale
Die Blütenstände sind schirmartig, kopfig oder ährenartig. Tragblätter sind vorhanden und ganzrandig, zweigeteilt oder gezähnelt. In der Untersektion Neolagopus gibt es einige wenige Arten, bei denen die Tragblättern ganz fehlen oder zu Rudimenten zurückgebildet sind. Die Blütenstände sind kurz oder lang gestielt, selten sitzend.
Die zwittrigen Blüten sind zygomorph und fünfzählig mit doppelter Blütenhülle. Der Kelch ist bei fast allen Arten zehnnervig, selten jedoch fünf- oder zwanzignervig. Er ist offen, mit nacktem Hals. Die Kelchzähne sind gleichgestaltet, bei einigen Ausnahmearten jedoch ungleich. Die Blütenkrone hat die typische Form der Schmetterlingsblüte. Die Krone variiert in Farbe und fällt nach der Anthese nicht ab. Der Fruchtknoten enthält ein bis zwölf Samenanlagen.
Die Hülsenfrucht bleibt geschlossen, oder reißt an einer oder beiden Nähten auf.

## Verbreitung
Kleearten der Sektion Lotoidea finden sich fast im gesamten Verbreitungsgebiet der Gattung Klee, in Europa, Nord- und Südamerika, Afrika und Asien.

## Systematik
Die Sektion Trifolium sect. Lotoidea wurde durch Heinrich Johann Nepomuk von Crantz aufgestellt. Typusart ist Trifolium repens L. Ein Synonym für Trifolium sect. Lotoidea Crantz ist Trifolium sect. Amoria (Presl) Lojac.
Bei den Arten der Sektion Lotoidea haben sich die meisten ursprünglichen Merkmale erhalten. Die Sektion gilt daher als die älteste und evolutionär primitivste Sektion der Gattung. Es wird angenommen, dass sich alle anderen Sektionen direkt aus den Lotoidea entwickelt haben.
Die Arten der Sektion Lotoidea und ihre Zuordnung nach Zohary und Heller 1984 sind:

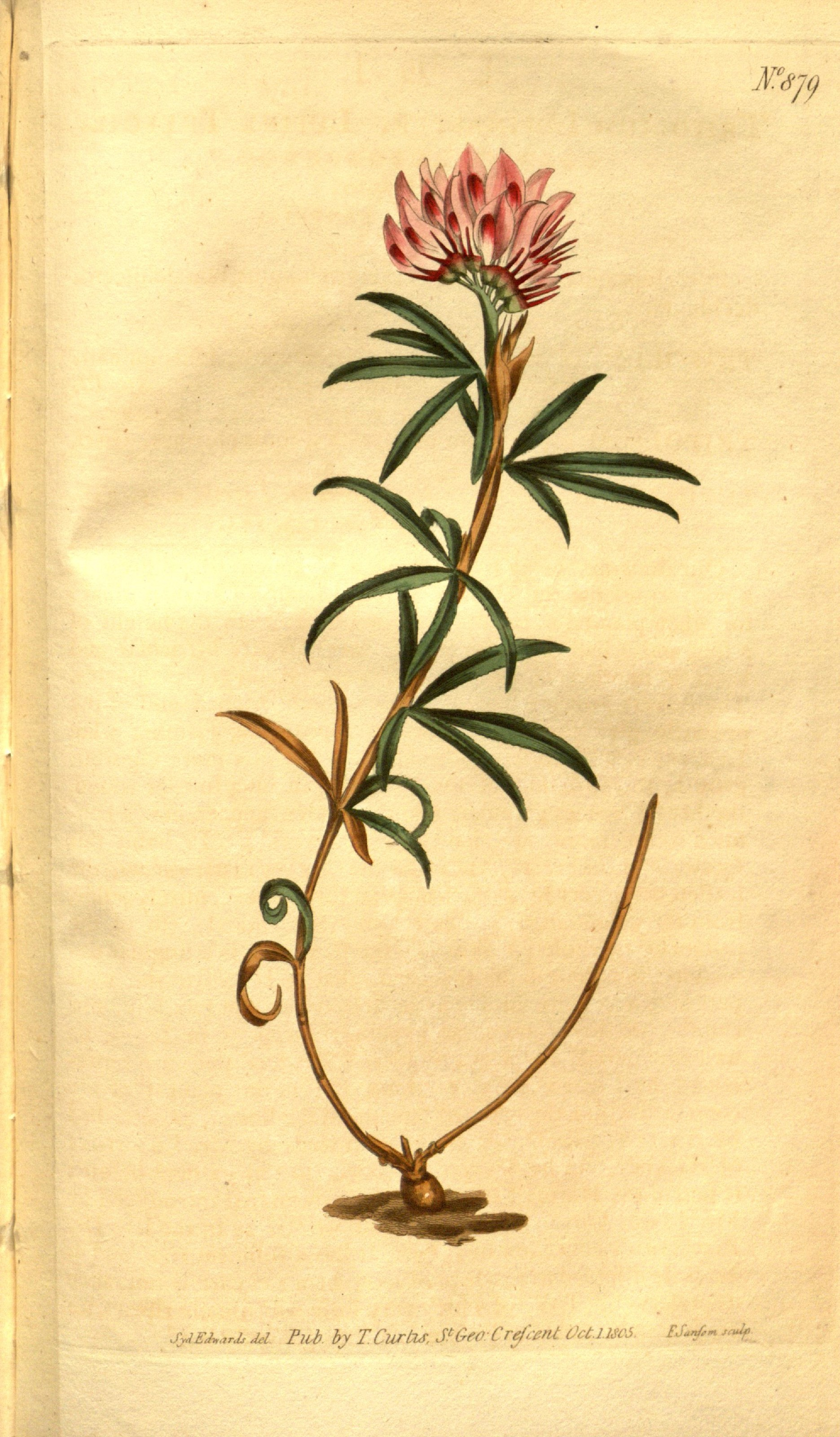
Untersektion Lupinaster: Illustration von Trifolium lupinaster

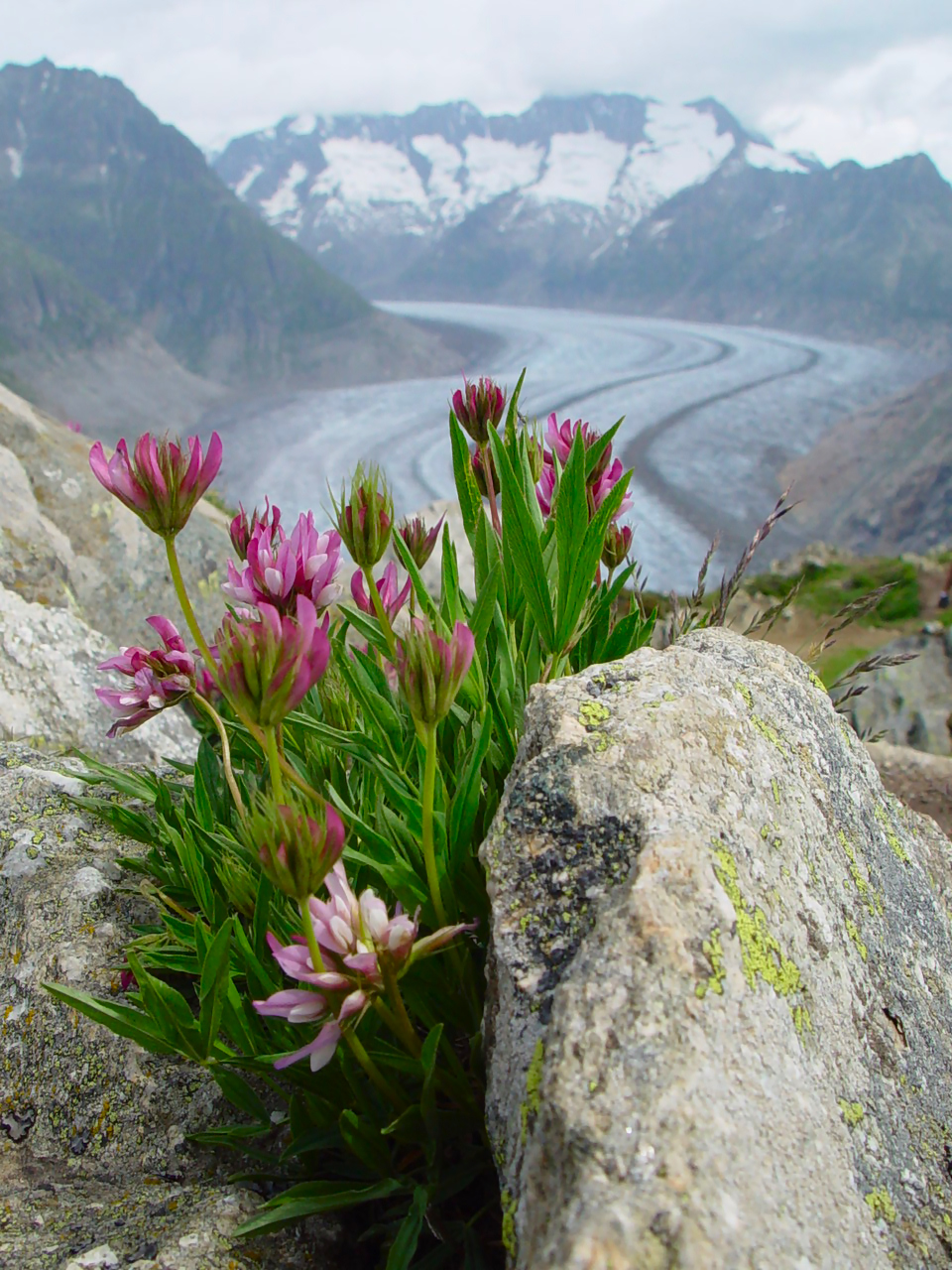
Untersektion Lotoidea Serie Grandiflora: Habitus des Westalpen-Klee (Trifolium alpinum)

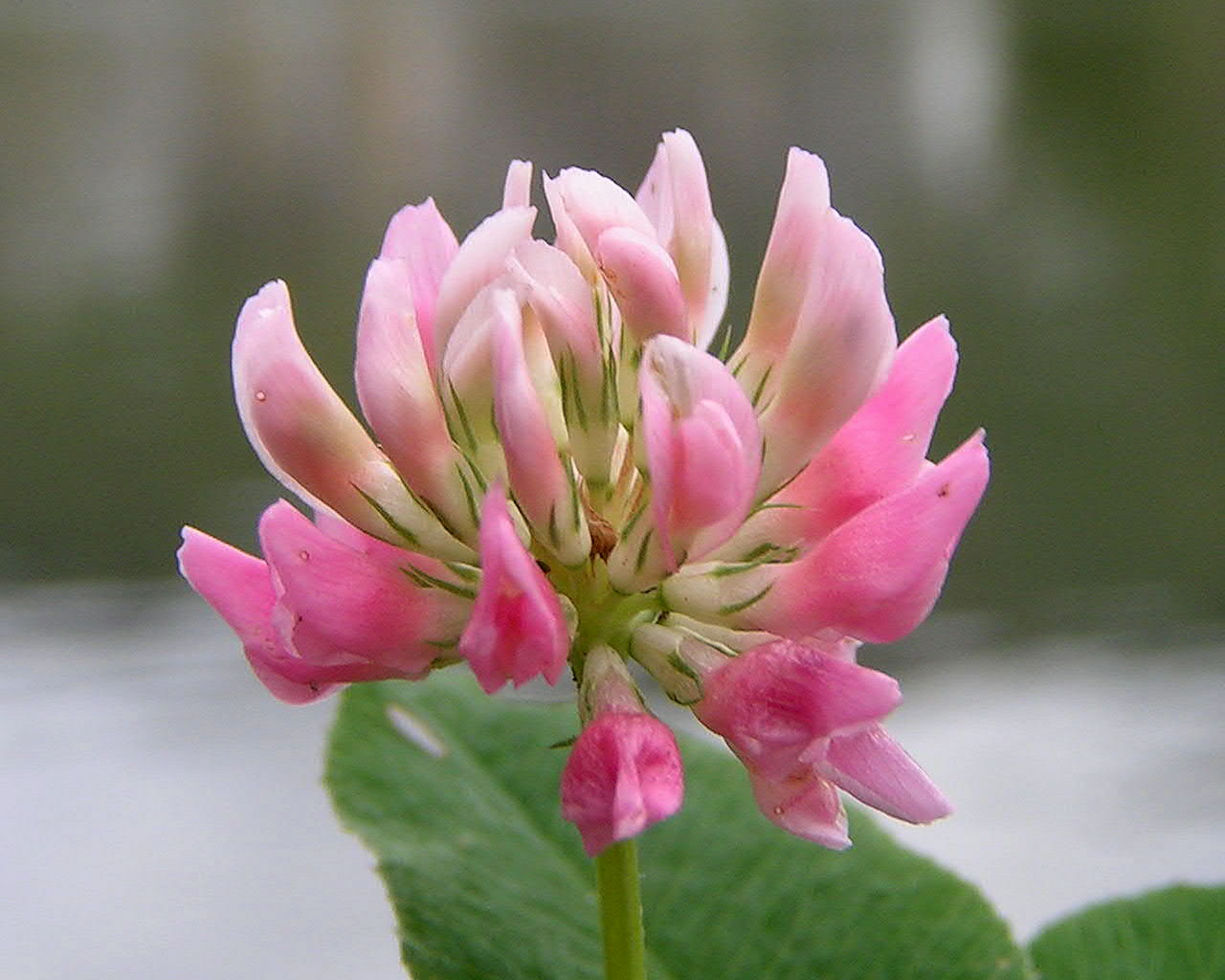
Untersektion Lotoidea Serie Lotoidea: Blütenstand des Schweden-Klee (Trifolium hybridum)

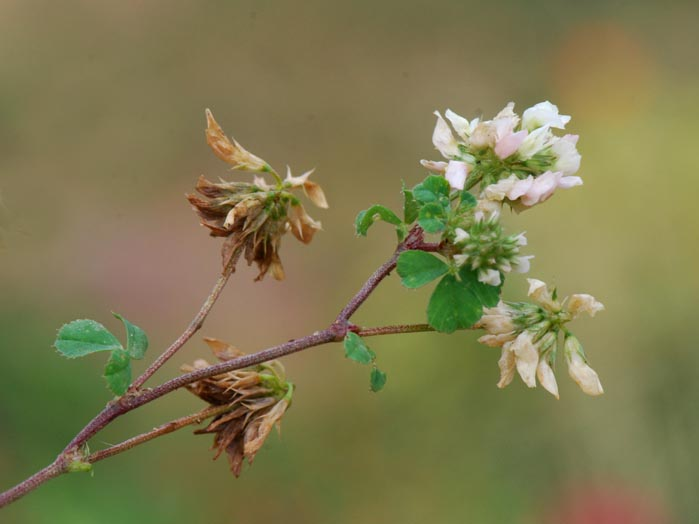
Untersektion Lotoidea Serie Lotoidea: Schwarzwerdender Klee (Trifolium nigrescens)

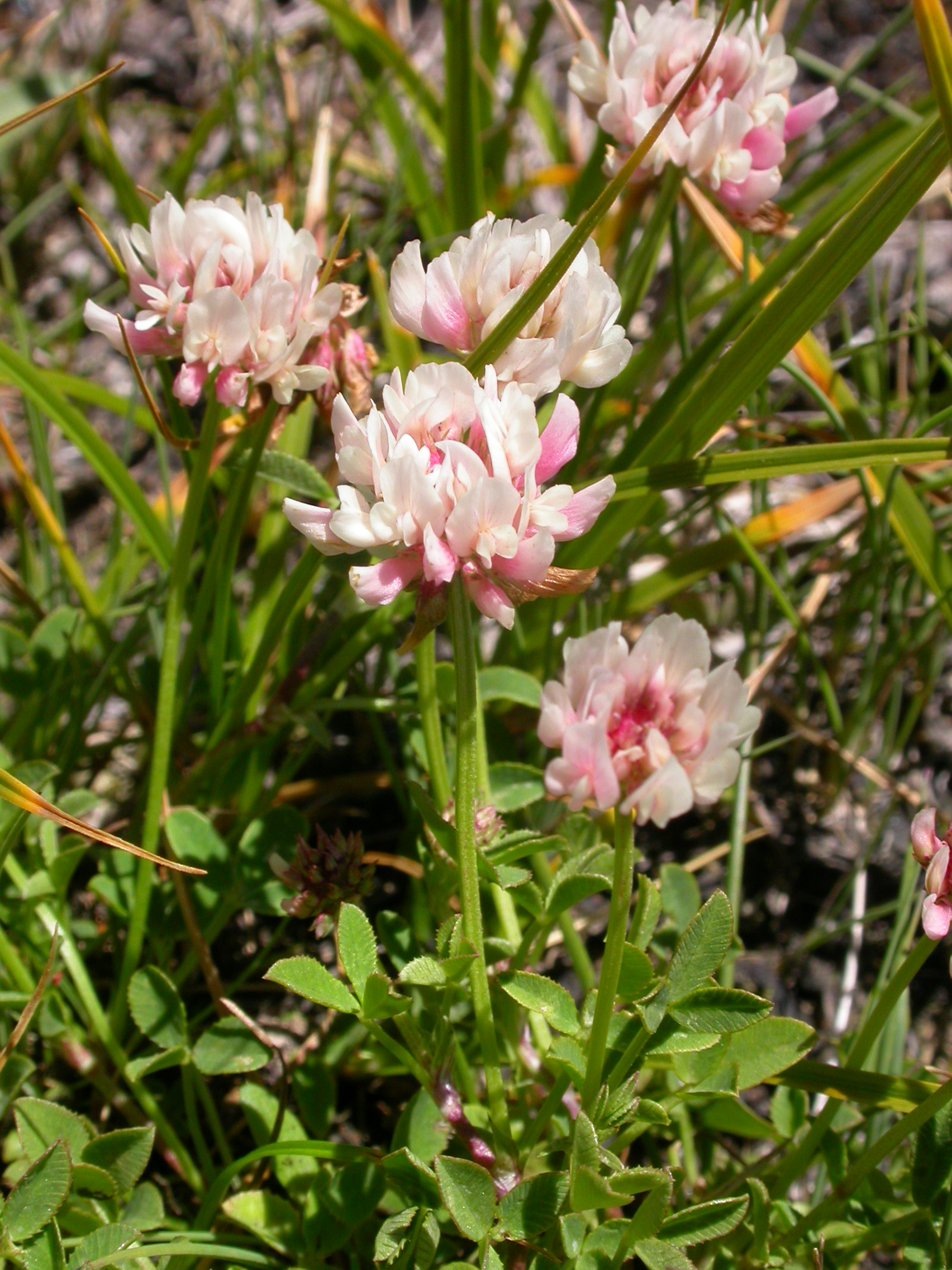
Untersektion Lotoidea Serie Lotoidea: Bleicher Klee (Trifolium pallescens)

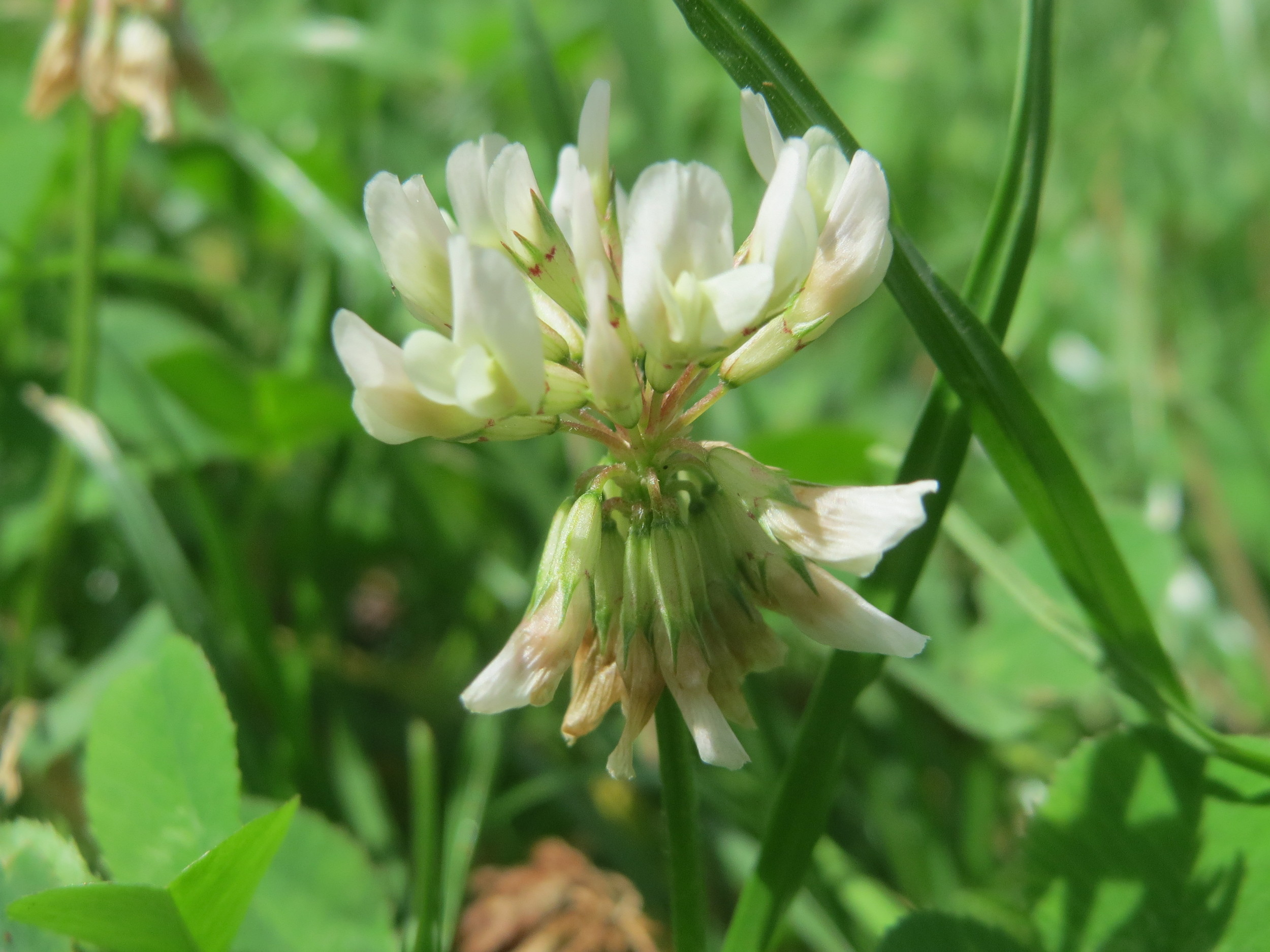
Untersektion Lotoidea Serie Lotoidea: Blütenstand des Weiß-Klee (Trifolium repens)

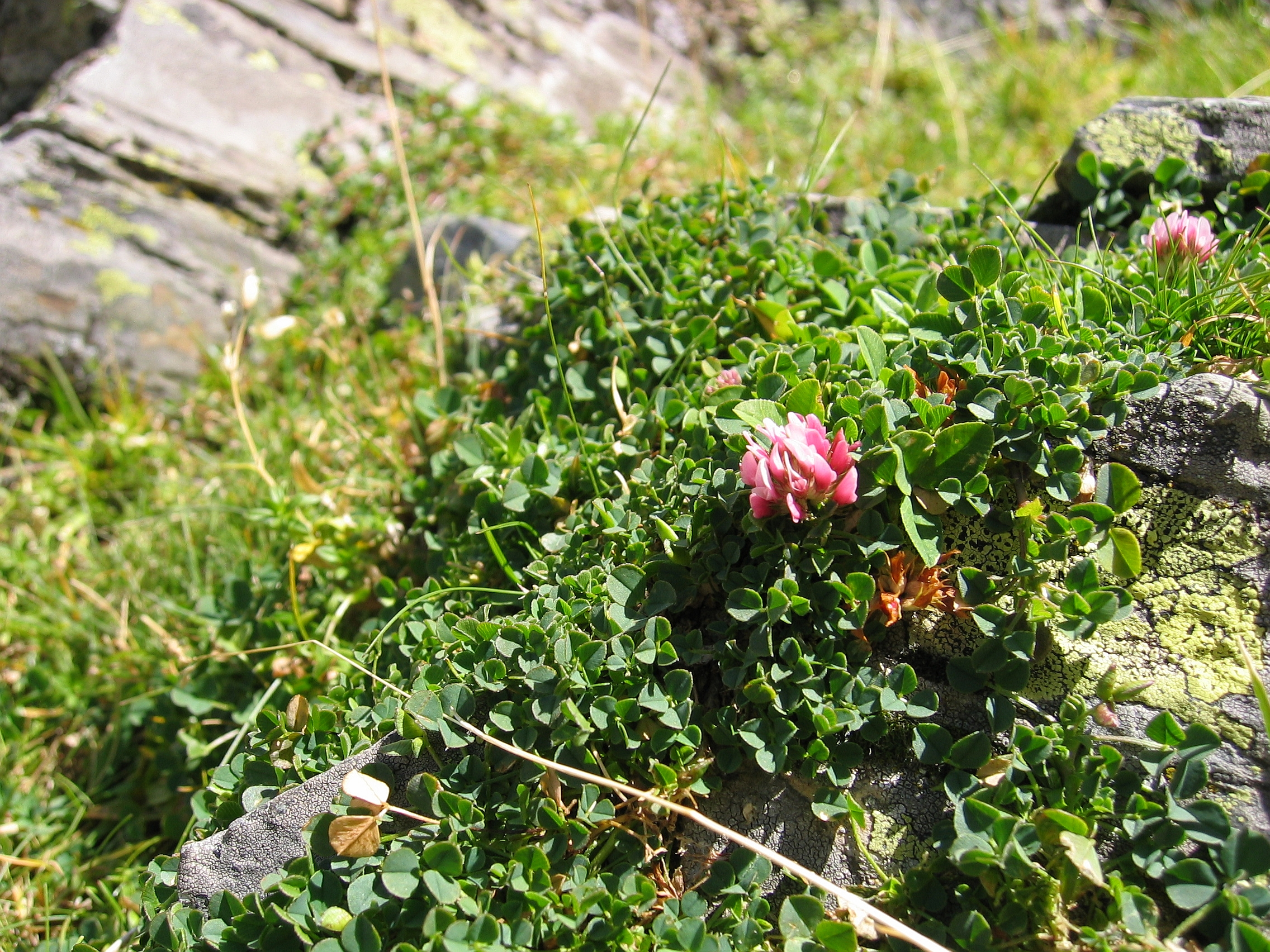
Untersektion Lotoidea Serie Lotoidea: Rasiger Klee (Trifolium thalii)

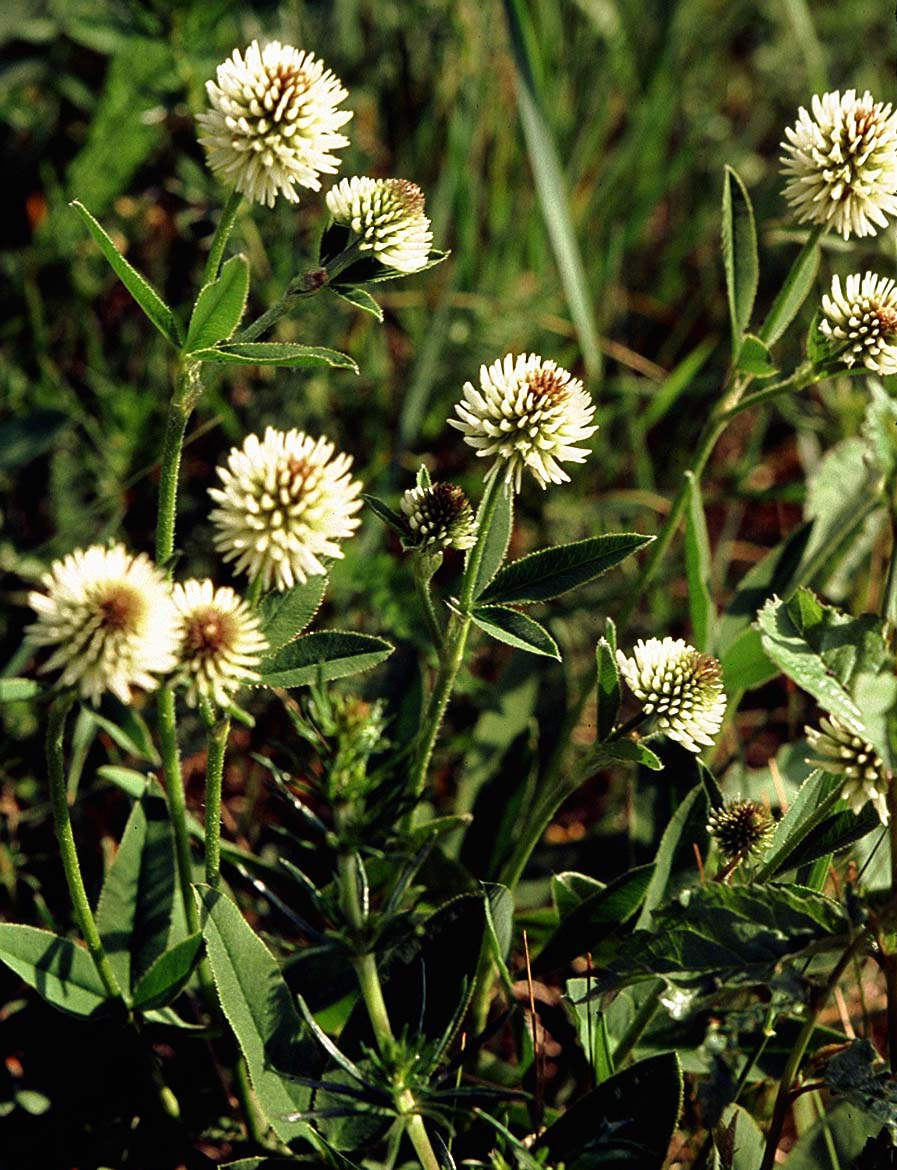
Untersektion Platystylium Serie Platystylium: Habitus und Blütenstände des Berg-Klee (Trifolium montanum)

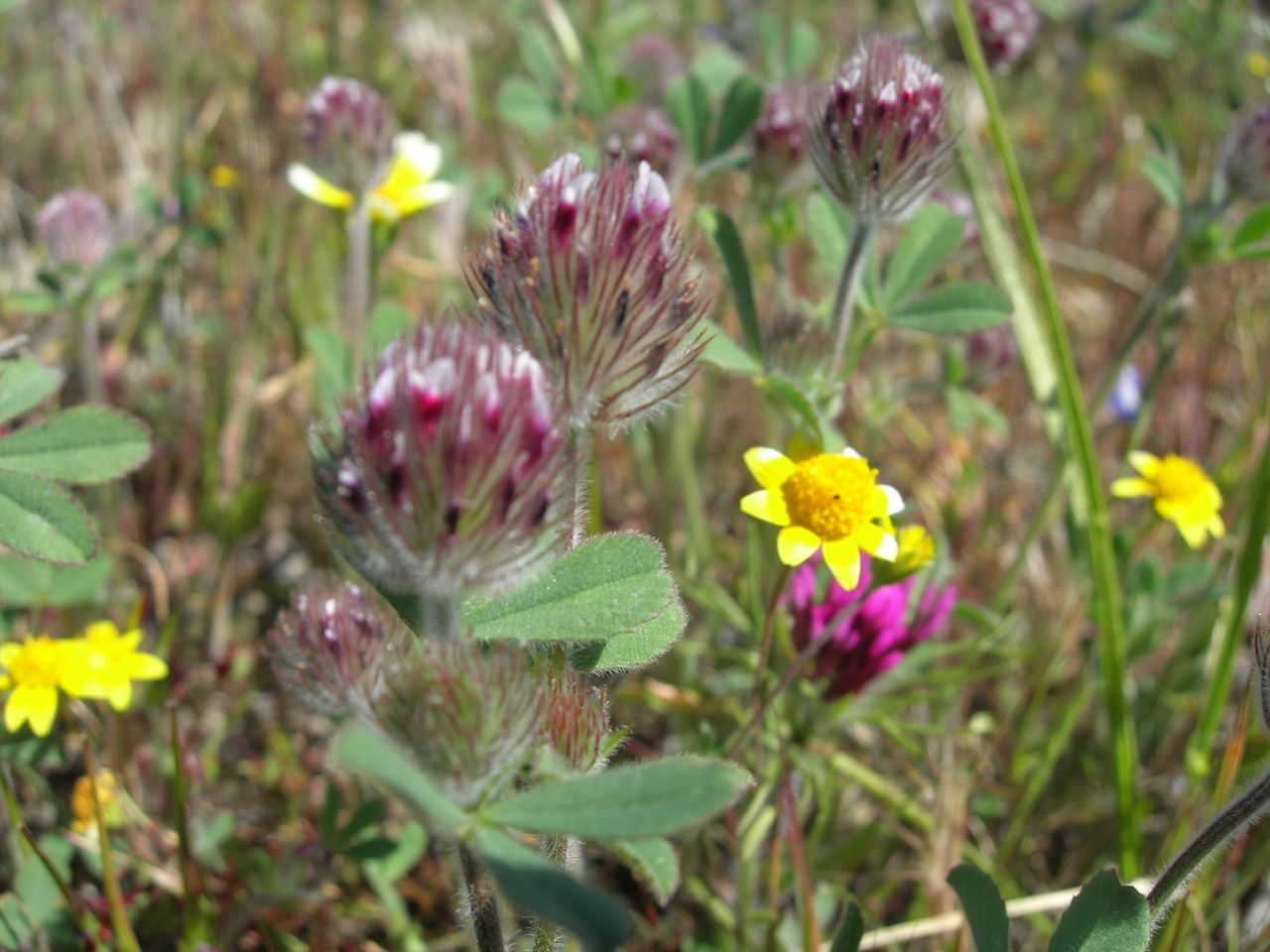
Untersektion Neolagopus: Trifolium albopurpureum

| - Sektion Lotoidea Crantz - Untersektion Falcatula (Brot.) Aschers. & Graebn. - Vogelfuß-Klee (Trifolium ornithopodioides (L.) Sm.): Er ist in weiten Teilen Südeuropas, in Algerien und Marokko, sowie auf den Balearen und auf den Azoren verbreitet. - Untersektion Loxospermum (Hochst.) Čelak. - Trifolium chilaloense Thulin - Trifolium decorum Chiov. - Trifolium elgonense Gillett - Trifolium multinerve A.Rich. - Trifolium schimperi A.Rich - Untersektion Lupinaster (Adans.) Belli - Trifolium andersonii A.Gray - Trifolium friscanum (S.L.Welsh) S.L.Welsh - Trifolium gordejevi (Kom.) Z.Wei - Trifolium gymnocarpon Nutt. - Trifolium lemmonii S.Wats. - Trifolium lupinaster L. - Trifolium macrocephalum (Pursh) Poir. - Trifolium polyphyllum C.A.Mey. - Trifolium thompsonii Morton - Untersektion Ochreata (Lojac.) Gillett - Trifolium cheranganiense Gillett - Trifolium cryptopodium A.Rich. - Trifolium mauginianum Fiori - Trifolium polystachyum Fresen. - Trifolium simense Fresen. - Trifolium somalense Taub. - Trifolium stolzii Harms - Trifolium ukingense Harms - Usambara-Klee (Trifolium usambarense Taub.) - Trifolium wentzelianum Harms - Untersektion Lotoidea - Serie Grandiflora Heller & Zoh. - Westalpen-Klee (Trifolium alpinum L.) - Trifolium attenuatum Greene - Trifolium eximium Steph. ex Ser. - Trifolium nanum Torr. - Trifolium pilczii Adamović - Einblütiger Klee (Trifolium uniflorum L.) - Serie Phyllodon Heller & Zoh. - Trifolium bejariense Moric. - Trifolium carolinianum Michx. - Serie Brachyantha Heller & Zoh. - Kleinblütiger Klee (Trifolium retusum L.) - Serie Lotoidea - Trifolium amabile Humb., Bonpl. & Kunth - Trifolium angulatum Wladst. & Kit. - Trifolium bifidum A.Gray - Trifolium bivonae Guss. - Trifolium breweri S.Wats. - Trifolium burchellianum Ser. - Trifolium calcaricum J.L.Collins & Wieboldt - Trifolium cernuum Brot. - Trifolium euxinum Zoh. - Trifolium gillettianum Jac.-Fél. - Trifolium gracilentum Torr. & A.Gray - Schweden-Klee (Trifolium hybridum L.) - Trifolium latifolium (Hook) Greene - Trifolium leibergii Nels. & Macbride - Trifolium masaiënse Gillett - Michelis Klee (Trifolium michelianum Savi) - Schwarzwerdender Klee (Trifolium nigrescens Viv.) - Bleicher Klee (Trifolium pallescens Schreb.) - Trifolium parnassi Boiss. & Hohen. - Trifolium purseglovei Gillett - Trifolium radicosum Boiss. & Hohen. - Trifolium reflexum L. - Weiß-Klee (Trifolium repens L.) - Trifolium semipilosum Fresen. - Trifolium stoloniferum Muhlenberg - Rasiger Klee (Trifolium thalii Vill.) - Trifolium virginicum Small - Serie Pectinata Heller & Zoh. - Trifolium ciliolatum Benth. - Serie Curvicalyx Heller & Zoh. - Trifolium eriocephalum Nutt. - Serie Producta Heller & Zoh. - Trifolium beckwithii Brewer - Trifolium bolanderi A.Gray - Trifolium brandegei S.Wats. - Trifolium haydenii Porter - Trifolium howellii S. Wats. - Trifolium kingii S.Wats. - Serie Acaulia (Baker) Heller & Zoh. - Trifolium acaule A.Rich. - Trifolium petitianum A.Rich. - Trifolium vestitum Heller et Zoh. - Untersektion Oxalioidea (Gillett) Heller - Trifolium polymorphum Poir. - Untersektion Platystylium Willk. - Serie Platystylium - Trifolium abyssinicum Heller - Trifolium africanum Ser. - Kaukasischer Klee (Trifolium ambiguum M.B.) - Trifolium baccarinii Chiov. - Trifolium bilineatum Fresen. - Schmalfrüchtiger Klee (Trifolium isthmocarpum Brot.) - Trifolium lanceolatum (Gilett) Gillett - Trifolium longipes Nutt. - Berg-Klee (Trifolium montanum L.) - Trifolium owyheense Gilkey - Trifolium pichisermollii Gillett - Trifolium rueppellianum Fresen. - Trifolium spananthum Thulin - Trifolium tembense Fresen. - Serie Macrochlamis Heller et Zoh. - Trifolium dasyphyllum Torr. & A.Gray - Trifolium parryi A.Gray. - Trifolium riograndense Burkart - Serie Phyllocephala Heller et Zoh. - Trifolium andinum Nutt. - Serie Micrantheum (C.Presl.) Heller & Zoh. - Knäuel-Klee (Trifolium glomeratum L.) - Trifolium pachycalyx Zoh. - Schmächtiger Klee (Trifolium suffocatum L.) - Serie Altissima (Abrams) Heller - Trifolium douglasii House - Untersektion Calycospatha (Chiov.) Heller & Zoh. - Trifolium mattirolianum Chiov. - Trifolium pseudostriatum Baker f. - Untersektion Neolagopus Lojac. - Trifolium albopurpureum Torr. & A.Gray - Trifolium dichotomum Hook et Arn. - Trifolium macraei Hook & Arn. - Trifolium plumosum Dougl. ex Hook |

## Weiterführende Literatur
- F. Salimpour, G. Mostafavi, F. Sharifnia: Micromorphologic study of the seed of the genus Trifolium, section Lotoidea, in Iran. In: Pak J Biol Sci., Volume 10, Issue 3, 2007, S. 378–382. PMID 19069504.